# Plano Z
O Plano Z foi o programa de construções navais da Kriegsmarine anterior à Segunda Guerra Mundial. Em meados da década de 1930, nos altos comandos alemães discutiu-se sobre a classe de programa a escolher. Teve duas opiniões naquele tempo: optar por uma grande frota submarina destinada a atacar o comércio inglês ou uma grande frota para combater à Royal Navy. A opção eleita foi a dos submarinos.

## Frota submarina

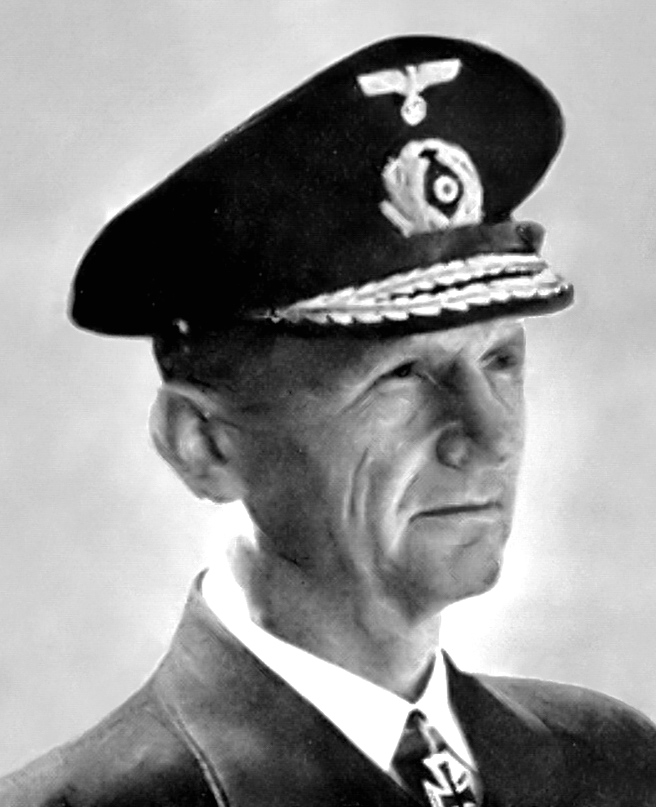
Großadmiral (Grande Almirante) Karl Dönitz

A primeira alternativa focava-se na construção de uma grande frota submarina e uma pequena frota de navios de superfície para a proteção da costa. Este plano, que baseava a potência da Kriegsmarine nos "U-Boot", era o preferido pelos altos comandos. Era apoiado pelo Almirante Dönitz, que tinha sido comandante de submarinos durante a Primeira Guerra Mundial e via as grandes possibilidades destes aparelhos, seu menor custo, sua capacidade para cortar o comércio inglês à metrópole e a vulnerabilidade dos navios de superfície, especialmente em frente à "Royal Navy", a maior frota nessa época.

## Frota combinada

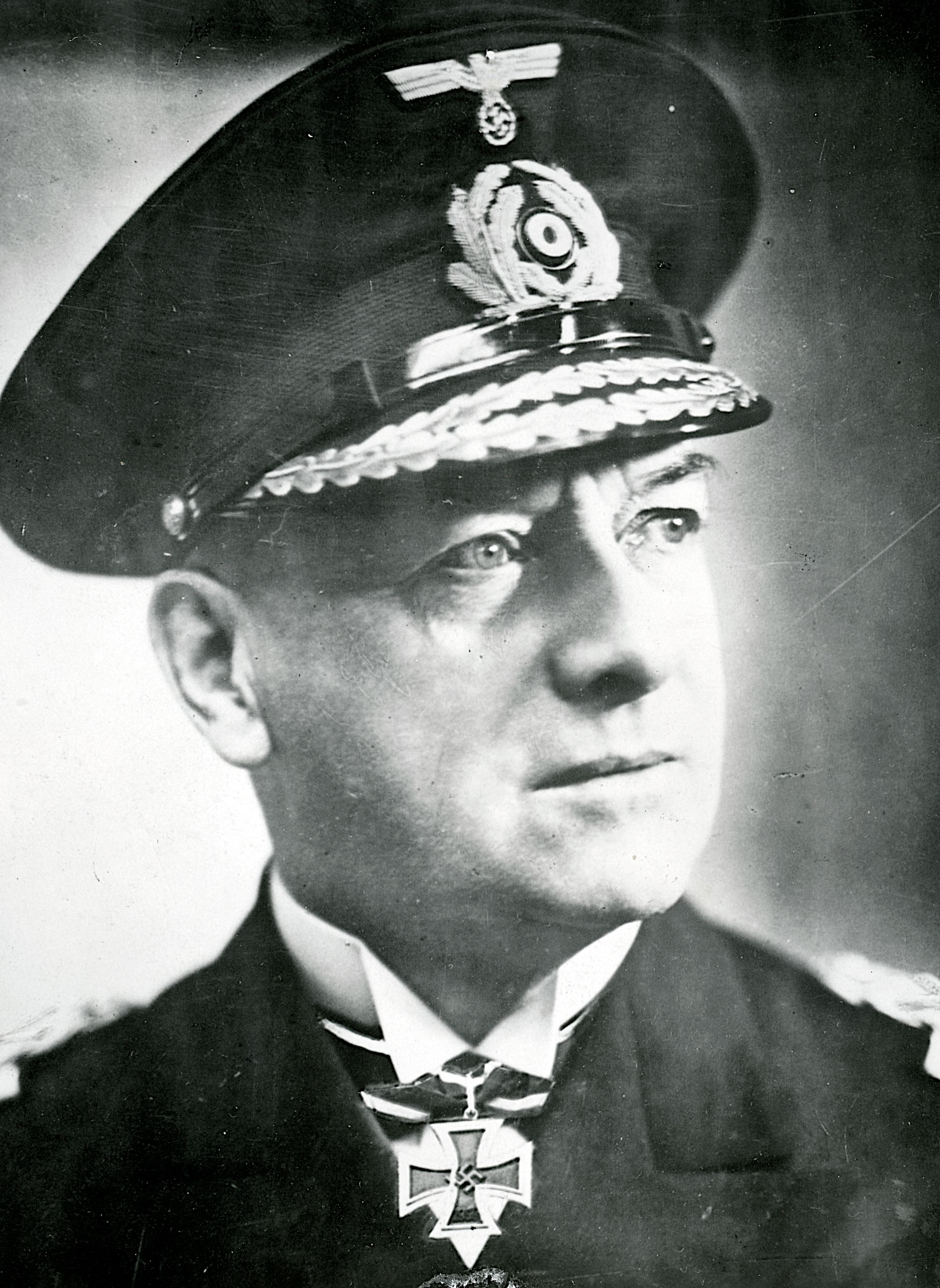
Großadmiral (Grande Almirante) Erich Raeder

A segunda alternativa previa uma frota combinada de navios de superfície e uma frota menor de submarinos, a semelhança da ex Kaiserliche Marine e parecida à da Marinha Real Britânica. Ao plano de construções navais que se escolheu, com modificações, se lhe denominou Plano Z. Era apoiada pelo almirante Erich Raeder.
- Seis encouraçados de 54 000 t de deslocação, armados com oito canhões de 406 mm e 12 de 150 mm; movidos por 12 motores diesel que proporcionariam uma velocidade máxima de 30 nodos e uma autonomia de 3 2000 milhas.
- Três cruzadores de batalha de 30 000 t e armados com oito peças de 380 mm com propulsão mista diesel-turbina de vapor que daria 34 nodos de velocidade e 28 000 milhas de alcance.
- Quatro porta-aviões de 20 000 toneladas (incluídos os dois postos em arquibancada em 1936) com 55 aeronaves, 16 peças antiaéreas de 152 mm e uma velocidade máxima de 34,5 nodos.
- Dezesseis cruzadores de 8 000 toneladas armados com oito canhões de 152 mm e dotados com uma maquinaria que proporcionaria uma velocidade de 35,5 nodos e uma autonomia de 16 000 milhas.
- Vinte e dois cruzadores leves de 5000 toneladas dotados de seis peças de 152 mm, capazes de andar a 36 nodos e com um alcance de 16 000 milhas.
- Sessenta e oito contratorpedeiros(Destroyers).
- Noventa torpedeiros.
- Duzentos e quarenta e nove submarinos.
- Trezentos navios de outros tipos: minadores, draga-minas, lanchas rápidas, caça-submarinos, etc.

Ditas naves deviam ser construídas entre 1939 e 1946 e o pessoal naval da Kriegsmarine devia ser ampliado a 201 000 homens a um custo de 33 000 milhões de Reichsmark. Este projeto nunca se fez realidade, como, por um lado, nunca se contou com os recursos que requeria o ambicioso plano, e por outro, não ia passar desapercebido às outras nações europeias.

## Decisão final
A realização do Plano Z começou o 29 de janeiro de 1939, com a construção de dois couraçados da classe H. Mas, só sete meses depois, Alemanha atacou a Polônia e se paralisaram todos os trabalhos que seguiam o Plano Z, por causa das novas condições apresentadas pela guerra. Nos seguintes meses, todas as naves incompletas do Plano Z se abandonaram e o material foi usado para a construção em massa de "U-Boot".